# Vestalis lugens
Vestalis lugens – gatunek ważki z rodziny świteziankowatych (Calopterygidae).